# Éric Elmosnino
Éric Elmosnino (Suresnes, Altos del Sena-Hautes de Seine, el 2 de mayo de 1964) es un actor de teatro y cine francés. 

## Biografía
Estudió en el Conservatorio Nacional Superior de Arte Dramático (París). Tras dejar el Conservatorio, trabajó en la sala Théâtre Nanterre-Almendra con Jean-Pierre Vincent.
Es destacable su papel, en 1992 como Christian Ribet, amigo de Guillaume de Tonquédec, en la película Tableau d'honneur de Charles Nemes. 
En 2006 actuó en la obra teatral Naître, de Edward Bond, puesta en escena dirigida por Alain Francon en el Festival de Aviñón y el Théâtre de la Colline en París.

### Gainsbourg (vida de un héroe)
Su sorprendente parecido físico con el propio Serge Gainsbourg le permitió dar vida al protagonista Serge Gainsbourg en la película de 2009 Gainsbourg (vida de un héroe) dirigida por Joann Sfar. Elmosnino se atreve a cantar con su propia voz, también muy similar a la de Gainsbourg, lo que da mayor realismo a la película sobre la vida de Gainsbourg.

## Actor de cine
- 1985: À nous les garçons de Michel Lang.
- 1986: États d'âme de Jacques Fansten.
- 1992: Tableau d'honneur de Charles Nemes - Christian Ribet
- 1993: Désiré, cortometraje de Albert Dupontel - Le vigile
- 1994: Le Colonel Chabert de Yves Angelo - Desroches
- 1996: Bernie de Albert Dupontel - El vendedor de vídeos
- 1997: Le Sujet, cortometraje de Christian Rouaud - Antoine
- 1999: La vie ne me fait pas peur de Noémie Lvovsky]].
- 1999: Fin août, début septembre de Olivier Assayas - Thomas
- 2000: Mon meilleur amour, cortometraje de François Favrat
- 2001: Électroménager de Sylvain Monod - Jean
- 2001: Liberté-Oléron de Bruno Podalydès - Sergio el mecánico
- 2002: Veloma de Marie de Laubier.
- 2003: Vert paradis de Emmanuel Bourdieu - Serge
- 2005: L'Œil de l'autre de John Lvoff - Jérôme
- 2005: Gentille de Sophie Fillières.
- 2006: La vie d'artiste de Marc Fitoussi.
- 2007: Actrices de Valeria Bruni Tedeschi - Raymond
- 2008: L'Heure d'été de Olivier Assayas - el comisario de policía
- 2008: Intrusions de Emmanuel Bourdieu - François
- 2009: Bancs publics (Versailles Rive-Droite) de Bruno Podalydès - el que duerme
- 2010: Gainsbourg (vida de un héroe) de Joann Sfar - Serge Gainsbourg
- 2010: Toutes les filles pleurent de Judith Godrèche - Pierre
- 2010: Le Chat du Rabbin de Joann Sfar y Antoine Delesvaux - el profesor Soliman (voz).
- 2010: Le Skylab de Julie Delpy.
- 2010: Carjacking de Lars Blumers - Heinz
- 2014: La familia Bélier de Eric Lartigau
- 2021: Mystère de Denis Imbert - Thierry.

## Televisión
- 1997: Les Années lycée: Petites de Noémie Lvovsky.
- 2003: Une preuve d'amour de Bernard Stora.
- 2003: Zéro défaut de Pierre Schöller.
- 2006: La Promeneuse d'oiseaux de Jacques Otmezguine: Abel
- 2007: Enfin seul(s) de Bruno Herbulot: David
- 2007: La Dame de Monsoreau, telefilm de Michel Hassan, Hervé Brami.

## Teatro
- 1988: Comme il vous plaira de William Shakespeare, puesta en escena de Ariel García-Valdès, TNP Villeurbanne.
- 1990: Les Fourberies de Scapin de Molière, puesta en escena de Jean-Pierre Vincent, Festival de Aviñón, Théâtre Nanterre-Amandiers.
- 1991: Fantasio de Alfred de Musset, puesta en escena de Jean-Pierre Vincent, Théâtre Nanterre-Amandiers, TNP Villeurbanne.
- 1991: Les Caprices de Marianne de Alfred de Musset, puesta en escena de Jean-Pierre Vincent, Théâtre Nanterre-Amandiers, TNP Villeurbanne.
- 1992: On ne badine pas avec l'amour de Alfred de Musset, puesta en escena de Jean-Pierre Vincent, Théâtre Nanterre-Amandiers.
- 1992: Il ne faut jurer de rien de Alfred de Musset, puesta en escena de Jean-Pierre Vincent, Théâtre Nanterre-Amandiers
- 1993: Tue la mort puesta en escena de Bernard Bloch, Théâtre de la Commune.
- 1994: Peines d'amour perdues de William Shakespeare, puesta en escena de Laurent Pelly, Théâtre de l’Odéon|Odéon-Théâtre de l'Europe.
- 1995: Karl Marx Théâtre inédit, puesta en escena de Jean-Pierre Vincent, Théâtre Nanterre-Amandiers.
- 1996: Saleté de Robert Schneider, puesta en escena de Bernard Lévy, Théâtre de la Cité internationale.
- 1998: Tambours dans la nuit y La Noce chez les petits bourgeois de Bertolt Brecht, puesta en escena de Georges Lavaudant, Odéon-Théâtre de l'Europe.
- 1998: Vie et mort du Roi Jean de William Shakespeare, puesta en escena de Laurent Pelly, Festival de Aviñón, Philippe le bâtard.
- 1999: Baal de Bertolt Brecht, puesta en escena de Richard Sammut, Tourcoing.
- 2000: Biographie: un jeu de Max Frisch, puesta en escena de Frédéric Bélier-Garcia, Théâtre de l'Aquarium.
- 2000: Fanfares de Bertolt Brecht, puesta en escena de Georges Lavaudant, Odéon-Théâtre de l'Europe.
- 2000: Anéantis de Sarah Kane, puesta en escena de Louis-Do de Lencquesaing, Théâtre national de la Colline.
- 2001: Dom Juan de Molière, puesta en escena de Claire Lasne.
- 2001: Monsieur Armand dit Garrincha obra escrita para él por Serge Valletti, puesta en escena de Patrick Pineau, Odéon-Théâtre de l'Europe.
- 2001: Un message pour les cœurs brisés de Gregory Mottont, puesta en escena de Frédéric Bélier-Garcia, Théâtre de la Tempête.
- 2001: Léonce et Léna de Georg Büchner, puesta en escena de André Engel, Odéon-Théâtre de l'Europe.
- 2003: Les Barbares de Máximo Gorki, puesta en escena de Patrick Pineau, Odéon-Théâtre de l'Europe.
- 2003: Le Jugement dernier de Ödön von Horváth, puesta en escena de André Engel, Odéon-Théâtre de l'Europe Ateliers Berthier.
- 2004: Le Jugement dernier de Ödön von Horváth, puesta en escena de André Engel, Théâtre La Criée.
- 2004: Ivanov de Antón Chéjov, puesta en escena de Alain Françon, Théâtre national de la Colline.
- 2005: Peer Gynt de Henrik Ibsen, puesta en escena de Patrick Pineau, Festival de Aviñón, Odéon-Théâtre de l'Europe.
- 2006: Platonov de Antón Chéjov, puesta en escena de Alain Françon, Théâtre national de la Colline.
- 2006: Naître de Edward Bond, puesta en escena de Alain Françon, Festival de Aviñón, Théâtre national de la Colline.
- 2007: Le Jugement dernier de Ödön von Horváth, puesta en escena de André Engel, Odéon-Théâtre de l'Europe Ateliers Berthier.
- 2007: Le Médecin malgré lui de Molière, puesta en escena de Jean Liermier, Théâtre Vidy-Lausanne y Théâtre Nanterre-Amandiers.
- 2008: Le Dieu du carnage de Yasmina Reza, puesta en escena de la autora, Théâtre Antoine.
- 2009: La Guerre des fils de lumière contre les fils des ténèbres según La Guerre des Juifs de Flavio Josefo, puesta en escena de Amos Gitaï, Festival de Aviñón.
- 2009: Roberto Zucco de Bernard-Marie Koltès, lectura puesta en el espacio teatral por Georges Lavaudant, Théâtre de la Ville.

## Productor de teatro
- 1991-1994: Le Petit Bois monólogo de Eugène Durif, puesto en escena con Patrick Pineau, TNP Villeurbanne, Festival de Aviñón, Théâtre Nanterre-Amandiers.
- 1996: Petits Rôles de Noëlle Renaude, Comedia de Picardie Amiens.
- 2004: Le Nègre au sang de Serge Valletti, Théâtre national de Chaillot.

## Premios
- 2001: Premio del Sindicato de la crítica : mejor actor por Monsieur Armand dit Garrincha.
- 2002 - Premio Molière 2002 : Premio Molière de la revelación teatral por Léonce et Léna.
- 2010: Premio del mejor actor en la selección "World Narrative Compétition" del festival de TriBeCa por Gainsbourg (vida de un héroe).
- 2010: Swann d'Or del mejor actor en el Festival Internacional de Películas románticas de Cabourg por Gainsbourg (vida de un héroe).
- 2011 - Premios César 2011 : César del mejor actor por Gainsbourg (vida de un héroe).
- 2011: Estrella de oro del mejor actor y de la revelación masculina por Gainsbourg (vida de un héroe).